# Abu Nuwas (cráter)

Abu Nuwas és un cráter de impacto del planeta Mercurio de 116 km de diámetro. Debe su nombre al poeta árabe Abu Nuwas (c. 1756-1810), y su nombre fue aprobado por la  Unión Astronómica Internacional en 1976.
Parece que hay una pequeña montaña centrada en el interior del suelo de Abu Nuwas La pared del cráter se abre hacia el sur para enlazar con un cráter mucho más pequeño, sin nombre. Al norte se encuentre los cráteres  Ts'ai Wen-chi y Rodin. Al sudoeste se encuentre el cráter Molière, y el cráter Aśvaghoṣa se encuentra al sur.